# Rajd Finlandii 2006

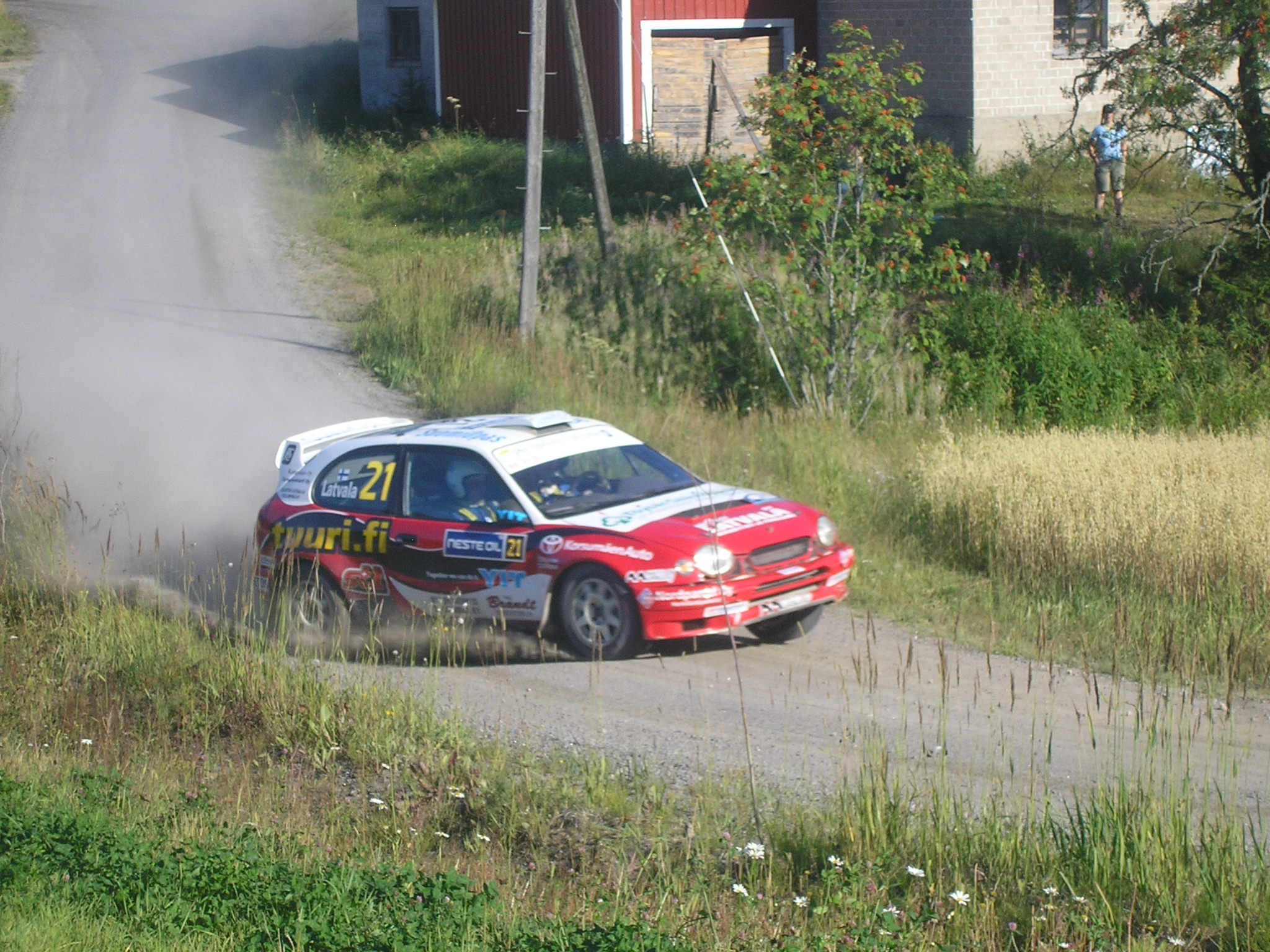
Jari-Matti Latvala podczas rajdu

Rezultaty Rajdu Finlandii, eliminacji Rajdowych Mistrzostw Świata, w 2006, który odbył się w dniach 18-20 sierpnia:

## Klasyfikacja końcowa
| Msc. | Kierowca             | Pilot                | Samochód                 | Czas      | Strata   | Grupa | Punkty |
| WRC  | WRC                  | WRC                  | WRC                      | WRC       | WRC      | WRC   | WRC    |
| ---- | -------------------- | -------------------- | ------------------------ | --------- | -------- | ----- | ------ |
| 1    | Marcus Grönholm      | Timo Rautiainen      | Ford Focus RS WRC 06     | 2:52:50.3 | 0.0      | A8 M  | 10     |
| 2    | Sébastien Loeb       | Daniel Elena         | Citroën Xsara WRC        | 2:53:57.0 | 1:06.7   | A8 M  | 8      |
| 3    | Mikko Hirvonen       | Jarmo Lehtinen       | Ford Focus RS WRC 06     | 2:54:24.8 | 1:34.5   | A8 M  | 6      |
| 4    | Henning Solberg      | Cato Menkerud        | Peugeot 307 WRC          | 2:56:48.1 | 3:57.8   | A8 M  | 5      |
| 5    | Gigi Galli           | Giovanni Bernacchini | Peugeot 307 WRC          | 2:58:30.2 | 5:39.9   | A8    | 4      |
| 6    | Janne Tuohino        | Mikko Markkula       | Citroën Xsara WRC        | 2:58:55.3 | 6:05.0   | A8    | 3      |
| 7    | Jussi Välimäki       | Jarkko Kalliolepo    | Mitsubishi Lancer WRC 05 | 2:59:45.7 | 6:55.4   | A8    | 2      |
| 8    | Jan Kopecký          | Filip Schovánek      | Škoda Fabia WRC          | 3:03:05.3 | 10:15.0  | A8    | 1      |
| 9    | Manfred Stohl        | Ilka Minor           | Peugeot 307 WRC          | 3:06:18.3 | +13:28.0 | A8 M  |        |
| 10   | Matthew Wilson       | Michael Orr          | Ford Focus RS WRC '04    | 3:07:37.7 | +14:47.4 | A8 M  |        |
|      |                      |                      |                          |           |          |       |        |
| 13   | Chris Atkinson       | Glenn Macneall       | Subaru Impreza WRC '06   | 3:11:50.9 | +19:00.6 | A8 M  |        |
| 14   | Kosti Katajamäki     | Timo Alanne          | Ford Focus RS WRC '04    | 3:13:56.1 | +21:05.8 | A8 M  |        |
|      |                      |                      |                          |           |          |       |        |
| 29   | Maciej Oleksowicz    | Andrzej Obrębowski   | Subaru Impreza STi N12   | 3:31:25,7 | 38:35,4  | N4    |        |
| JWRC |                      |                      |                          |           |          |       |        |
| 1.   | Guy Wilks            | Phil Pugh            | Suzuki Swift S1600       | 3:16:05.7 | 0.0      | A6    | 10     |
| 2.   | Per-Gunnar Andersson | Jonas Andersson      | Suzuki Swift S1600       | 3:18:43.2 | 2:37.5   | A6    | 8      |
| 3.   | Matti Rantanen       | Jan Lönegren         | Honda Civic Type-R       | 3:24:51.6 | 8:45.9   | N3    | 6      |
| 4.   | Julien Pressac       | Jacques Boyerre      | Citroën C2 S1600         | 3:25:30.1 | 9:24.4   | A6    | 5      |
| 5.   | Jozef Béreš          | Petr Starý           | Suzuki Ignis S1600       | 3:29:25.5 | 13:19.8  | A6    | 4      |
| 6.   | Jaan Mölder          | Katrin Becker        | Suzuki Ignis S1600       | 3:30:54.2 | 14:48.5  | A6    | 3      |
| 7.   | Patrik Sandell       | Amil Axelsson        | Renault Clio S1600       | 3:32:46.5 | 16:40.8  | A6    | 2      |
| 8.   | Martin Prokop        | Jan Tománek          | Citroën C2 S1600         | 3:34:59.9 | 18:54.2  | A6    | 1      |

1. ↑  Litera M przy oznaczeniu grupy do której należy samochód oznacza, iż tylko ci kierowcy zdobywali punkty dla swoich zespołów liczonych w klasyfikacji producentów na koniec sezonu.

## Nie ukończyli
- Daniel Sordo  – wypadł z trasy
- Petter Solberg  – wypadł z trasy
- Xavier Pons  – wypadł z trasy
- Daniel Carlsson  – awaria
- Kristian Sohlberg  – awaria
- Kris Meeke  – awaria
- Urmo Aava  – wykluczony
- Michał Kościuszko  – awaria

## Zwycięzcy odcinków specjalnych
| Numer | Nazwa              | Zwycięzca                   |
| ----- | ------------------ | --------------------------- |
| OS1   | Killeri 1          | S. LOEB / D. ELENA          |
| OS2   | Lankamaa           | M. GRÖNHOLM / T. RAUTIAINEN |
| OS3   | Laukaa             | M. GRÖNHOLM / T. RAUTIAINEN |
| OS4   | Ruuhimaki          | M. GRÖNHOLM / T. RAUTIAINEN |
| OS5   | Vellipohja 1       | S. LOEB / D. ELENA          |
| OS6   | Mokkipera 1        | S. LOEB / D. ELENA          |
| OS7   | Vellipohja 2       | M. GRÖNHOLM / T. RAUTIAINEN |
| OS8   | Mokkipera 2        | S. LOEB / D. ELENA          |
| OS9   | Killeri 2          | M. GRÖNHOLM / T. RAUTIAINEN |
| OS10  | Vaheri             | M. GRÖNHOLM / T. RAUTIAINEN |
| OS11  | Ouninpohja Lansi 1 | S. LOEB / D. ELENA          |
| OS12  | Ouninpohja Ita 1   | M. GRÖNHOLM / T. RAUTIAINEN |
| OS13  | Urria              | M. GRÖNHOLM / T. RAUTIAINEN |
| OS14  | Ouninpohja Lansi 2 | M. GRÖNHOLM / T. RAUTIAINEN |
| OS15  | Ouninpohja Ita 2   | M. GRÖNHOLM / T. RAUTIAINEN |
| OS16  | Moksi-Leustu       | M. GRÖNHOLM / T. RAUTIAINEN |
| OS17  | Himos              | M. GRÖNHOLM / T. RAUTIAINEN |
| OS18  | Kuohu 1            | M. HIRVONEN / J. LEHTINEN   |
| OS19  | Jukojarvi 1        | M. HIRVONEN / J. LEHTINEN   |
| OS20  | Kuohu 2            | M. HIRVONEN / J. LEHTINEN   |
| OS21  | Jukojarvi 2        | M. HIRVONEN / J. LEHTINEN   |

## Klasyfikacja po 10 rundach
Tabele przedstawiają tylko pięć pierwszych miejsc.

### Kierowcy
| Lp. | Kierowca        | Pkt |
| --- | --------------- | --- |
| 1   | Sébastien Loeb  | 92  |
| 2   | Marcus Grönholm | 61  |
| 3   | Daniel Sordo    | 41  |
| 4   | Mikko Hirvonen  | 27  |
| 5   | Manfred Stohl   | 24  |

### Producenci
| Lp. | Producent                  | Pkt |
| --- | -------------------------- | --- |
| 1   | Kronos Total Citroën WRT   | 122 |
| 2   | BP Ford World Rally Team   | 107 |
| 3   | Subaru World Rally Team    | 65  |
| 4   | OMV Peugeot Norway         | 50  |
| 5   | Stobart VK Ford Rally Team | 24  |